# Salvador Giner
 Salvador Giner i de San Julián (Barcelona, 10 de fevereiro de 1934 - 19 de outubro de  2019) foi um sociólogo catalão, que foi o presidente do Instituto de Estudos Catalães entre 2005 e 2013.

## Biografia
Salvador Giner obteve um doutorado na Universidade de Chicago, com pós-doutorado na Universidade de Colônia. Foi professor de Sociologia na Universidade de Barcelona, de 1989 a 2004.
Sua atividade de professor tem sido desenvolvida em diversos países. Foi professor na Universidade de Cambridge, na Universidade de Reading, na Universidade de Lancaster e na Universidade de Thames Valley (Brunel) entre 1965 e 1989. Foi professor visitante na Universidade de Roma "La Sapienza", na Universidade Nacional Autónoma de México, na Universidade de Porto Rico, na Universidade de Costa Rica, na Universidade de Buenos Aires e na Universidade Autônoma de Barcelona.[carece de fontes?]
É membro do Instituto de Estudos Catalães (1995), e foi fundador e presidente da Associação Catalã de Sociologia (1979), que depende do Instituto de Estudos Catalães. Foi também um dos fundadores da Associação Europeia de Sociologia. Foi diretor e professor na Universitat Catalana d'Estiu (Universidade Catalã de Verão) (1969–1975). Foi diretor e fundador do Instituto de Estudos Sociais Avançados, que depende do CSIC.
É redator e conselheiro da Grande Enciclopédia Catalã e de diversas revistas e publicações nacionais e internationais.
La Generalidade da Catalunha (governo catalão regional) lhe deu em 1995 a Cruz de São Jorge.